# 刁双
刁 双（刁雙、ちょう そう、生年不詳 - 541年）は、北魏から東魏にかけての官僚。字は子山。本貫は勃海郡饒安県。

## 経歴
平原郡太守の刁道履の子として生まれた。若くして学問を好み、文章や史書を渉猟して、その文雅を中山王元英に賞賛された。後に西河郡太守に任じられた。
520年（正光元年）、中山王元熙が鄴で起兵して敗死すると、元熙の弟の元略が刁双の庇護を求めてきたため、刁双は翌年まで元略をかくまった。元略が南朝梁への亡命を望むと、刁双は甥の刁昌に江南へ送らせた。525年（正光6年）、霊太后が政権に返り咲くと、元略が刁双に助けられたことを知って、刁双を洛陽に召還して光禄大夫の位を与えた。ときに元略の姉で刁宣の妻となった饒安公主が、元略を帰国させるよう、しきりに霊太后に訴えた。そのため徐州で捕虜とした江革・祖暅（祖沖之の子）の2人を南朝梁に帰す代わりに、元略を北魏に帰国させる捕虜の交換がおこなわれた。このとき刁双は国境まで元略を迎えにおもむいた。
孝明帝の末年、刁双は西兗州刺史に任じられた。西兗州の州境では張桃弓らが亡命者を集めて反乱を起こしていたが、刁双は張桃弓に利害を説いて帰順させ、その罪を問わなかった。後に反乱が起きたところを張桃弓に命じて追捕させると、一網打尽に捕らえることができ、これによって州境の治安は安定した。孝荘帝の初年、済州刺史を代行し、功績により曲城郷男に封じられた。孝武帝の初年、驃騎大将軍・左光禄大夫に転じた。541年（興和3年）、死去した。車騎大将軍・儀同三司・斉州刺史の位を追贈された。諡は清穆といった。

## 伝記資料
- 『魏書』巻38 列伝第26
- 『北史』巻26 列伝第14